# Exposition Universelle, Pariz 1878.
Exposition Universelle je bila treća Svjetska izložba, održana u Parizu (Francuska) od 1. svibnja do 10. studenog 1878.
Izložba je trebala pokazati urbi et orbi, i oporavak Francuske nakon Francusko-pruskog rata 1870.

## Izložbeni paviljoni
Dio paviljona i izložbenog okoliša ostali su nedovršeni i na dan otvaranja, zbog političkih komplikacija koje su spriječile francusku vladu da posveti veću pozornost na pripremu izložbe, sve do šest mjeseci prije otvorenja. Međutim izvarednim i danonoćnim radovima u travnju i svibnju 1. lipnja, mjesec dana nakon službenog otvaranja, izložba je bila konačno kompletno dovršena.
Treća izložba bila je daleko najvećih razmjera, veća od bilo koje prethodno održane izložbe u svijetu. Izložbeni prostori smješteni su na 66 hektara (267.000 m²), glavni izložbeni paviljoni na Marsovim poljima (Champ de Mars) zauzeli su 54 hektara (219.000 m²). Francuski izlagači popunili su polovicu cjelokupnog prostora, preostali izložbeni prostor podijelile su druge države. Njemačka je bila jedina veća država koja nije izlagala (ipak je izloženo nekoliko njemačkih slika).
Velika Britanija i njene tadašnje kolonije; Indija, Kanada, Australija ( Victoria, Novi južni Wels, Queensland, Južna Australija), Južna Afrika i još neke zauzele su gotovo trećinu preostalog izložbenog prostora. 

## Izložba
Središnja Izložba likovnih umjetnosti i novih strojeva bila je vrlo velika i sveobuhvatnih razmjera. Izložbena promenada (Avenue des Nations) u dužini od 730 metara, bila je posvećena primjerima regionalne arhitekture, na njoj su nastupile gotovo sve zemlje Europe te nekoliko azijskih, afričkih i američkih zemalja. Paviljon Galerija strojeva bio je protutip nove industrijske gradnje, sa svojim traverznim lukovima, koje je projektirao inženjer Henri de Dion (1828. – 1878.). Mnogi paviljoni i skulpture bili su izrađeni od novog jeftinog građevinskog materijala kojeg su izmislili u Parizu 1876., - staff, sastav tog materijala bio je jutena vlakna, žbuka i cement.
Na sjevernoj obali rijeke Seine, za izložbu je sagrađen izložbeni paviljon Trocadero. Bio je nalik i na maorske građevine, s tornjevima od 76 metara i dvije galerije na bokovima. Paviljon je ostao do 1937. godine. 30. lipnja, 1878. netom dovršena glava budućeg Kipa slobode, izložena je u vrtu palače Trocadero, dok su ostali dijelovi izloženi na Marsovim poljanama (Champs de Mars).
Među brojnim novim izumima, bio je i telefon Alexandera Grahama Bella. Električnom rasvjetom od tada tek izmišljnih žarulja osvjetljen je čitav prostor od Avenue de l'Opera do Place de l'Opera, u lipnju, je rasvjeta zamijenjena prvim protutipom neonske rasvjete - Jabločkovim svjetiljkama, koje je pogonio Zénobe Grammeov dinamo.
Thomas Edison izložio je megafon i fonograf. Vrlo popularni odjeljak izložbe bilo je crnačko selo, zapravo ljudski zoološki vrt, u kojem je bilo izloženo 400 pravih, divljih crnačkih domorodaca iz Afrike.
Međunarodni žiri, nakon provedenog ocjenjivanja izložaka, dodjeljivao je medalje za razne kategorije (zlato, srebro i bronca)

### Posjećenost
Preko 13 milijuna ljudi posjetilo je i platilo izložbu, što je bio financijski uspjeh. Trošak francuske vlade, za pripremu i organizaciju izložbe, bio je nešto malo manji od tadašnjih milijun britanskih funti, nakon odbitka dijela troškova od prihoda od prodaje paviljona i palače Trocadero gradu Parizu. 
Ukupni broj osoba koji je posjetio Pariz u vrijeme izložbe bio je 571.792, to je bilo za
308.974 posjetioca više nego što ih je došlo u francusku metropolu za izložbu 1877. Međutim u usporebi s izložbom iz 1867. došlo je svega 46.021 posjetitelja više. Uz opći poticaj trgovini i ugostiteljstvu, prihodi od carina i poreza koje su platili strani posjetioci, uvećani su za gotovo tri milijuna sterlinga u odnosu na prethodnu izložbu.
Istodobno s izložbom, u Parizu je održan i veći broj međunarodnih susreta i konferencija posvećenim novim međunarodnim standardima. Francuski pisac Victor Hugo vodio Kongres za zaštitu autorskih prava pisaca, koji je bio usmjeren na to da se donesu međunarodni zakoni o autorskim pravima. Istovremeno na drugom skupu se govorilo o potrebi međunarodnih standarda za promet pismima. Održan je i kongres za poboljšanje uvjeta slijepih, na njemu je usvojeno Brailleovo osjetilno pismo, namijenjeno slijepim i slabovidnim osobama.

### Izložba u brojkama
- Zemalja izlagača: 36
- Izložbena površina: 76 ha
- Posjetioca: 16.156.626
- Troškovi izložbe: 8.163.291'12 €